# Пещеры Арты
Пещеры Арты́, также Пещеры Арта́ (исп. Cuevas de Artà) — карстовые пещеры на восточном побережье Мальорки.

## Географическое положение
Расположены к юго-востоку от города Арта, на мысе Вермель (Cap Vermell) недалеко от городка Каньямель (Canyamel), муниципалитет Капдепера. Находятся на высоте 150 метров над уровнем моря.

## История
Пещеры были нанесены на карту в 1876 году французским геологом Эдуардом Мартелем. Однако ещё в XV—XVI веках их использовали в качестве прибежища пираты, а также мавры, прятавшиеся от каталонских войск. Здесь также обнаружены следы пребывания первобытных людей и древних животных.

## Описание

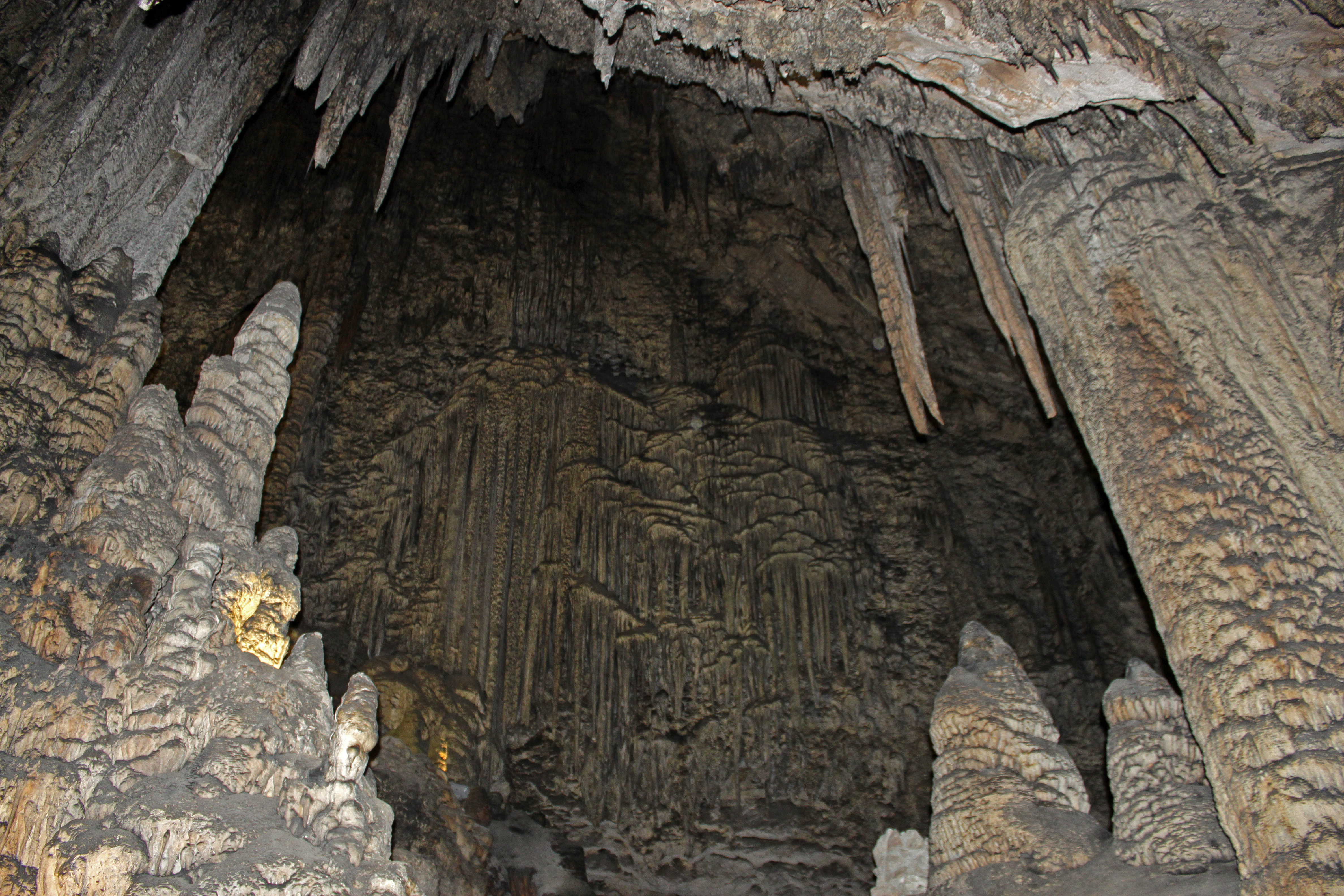
Пещеры Арты

Площадь пещер ещё не изучена до конца. Для посетителей открыто несколько залов, между которыми проложены пешеходные тропы и проведено искусственное освещение.
В наши дни отдельным из залов пещер даны такие эффектные названия, как «Чистилище», «Рай», «Ад» («Преисподняя»).
Пещеры поражают обилием сталактитов и сталагмитов самых причудливых форм и разных размеров, непрерывно растущих здесь на протяжении тысяч лет. Согласно одной из легенд, они вдохновили Жюля Верна на написание книги «Путешествие к центру Земли». Здесь находится один из самых больших в мире сталагмитов под названием «Королева колонн» высотой 23 метра.
Одна из полостей пещер превышает по размеру Кафедральный собор в Пальме.
Температура воздуха в пещерах составляет примерно 17 градусов тепла, в них разрешается проводить фото- и киносъёмку, но индивидуальные экскурсии невозможны, только в составе группы и в сопровождении гида. Экскурсия длится около 45 минут и завершается в зале «Ад» с огороженной пропастью, которой не видно конца, впечатляющим световым представлением под музыку в стиле «Carmina Burana».

## Галерея

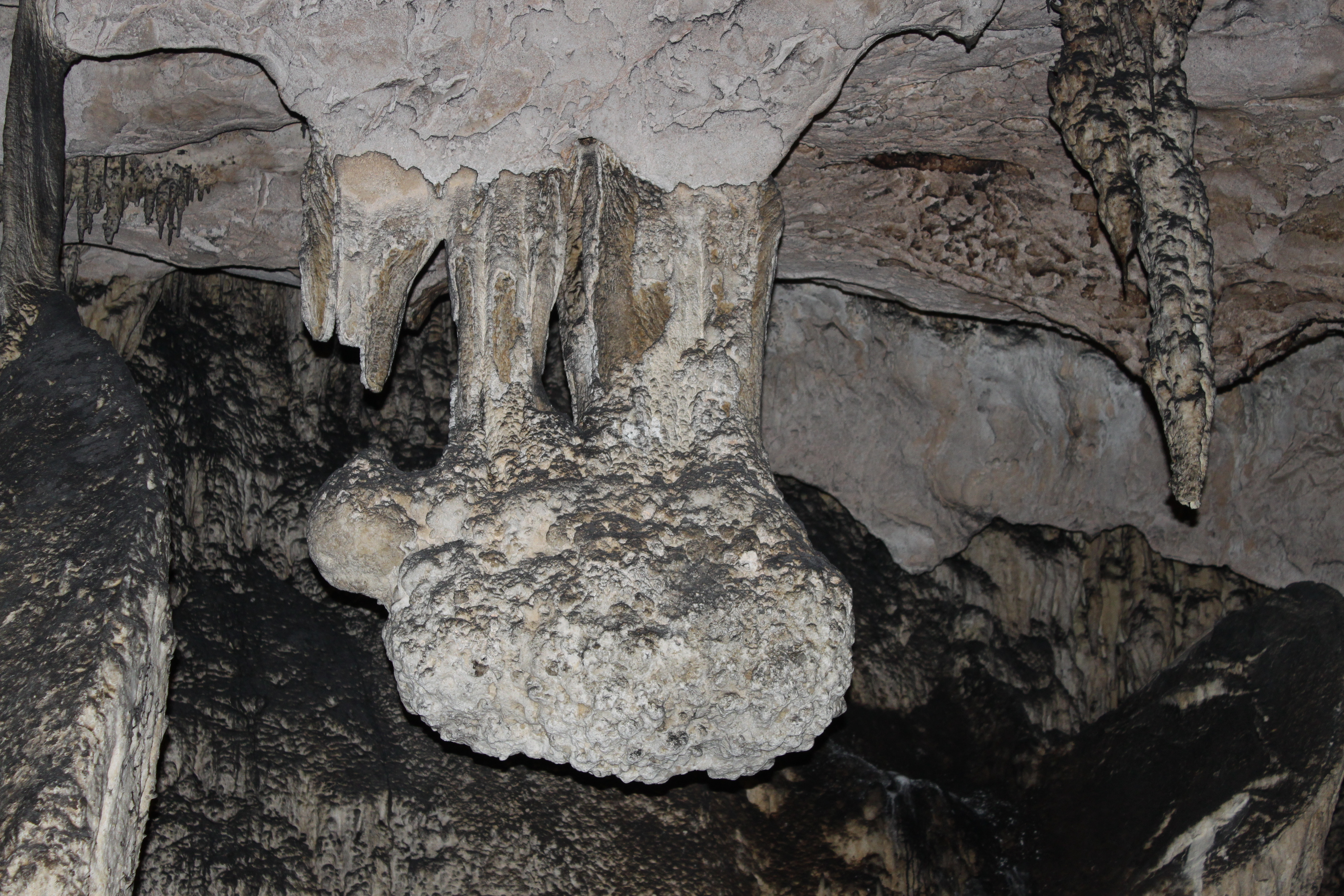
Сталактит «Овечка»
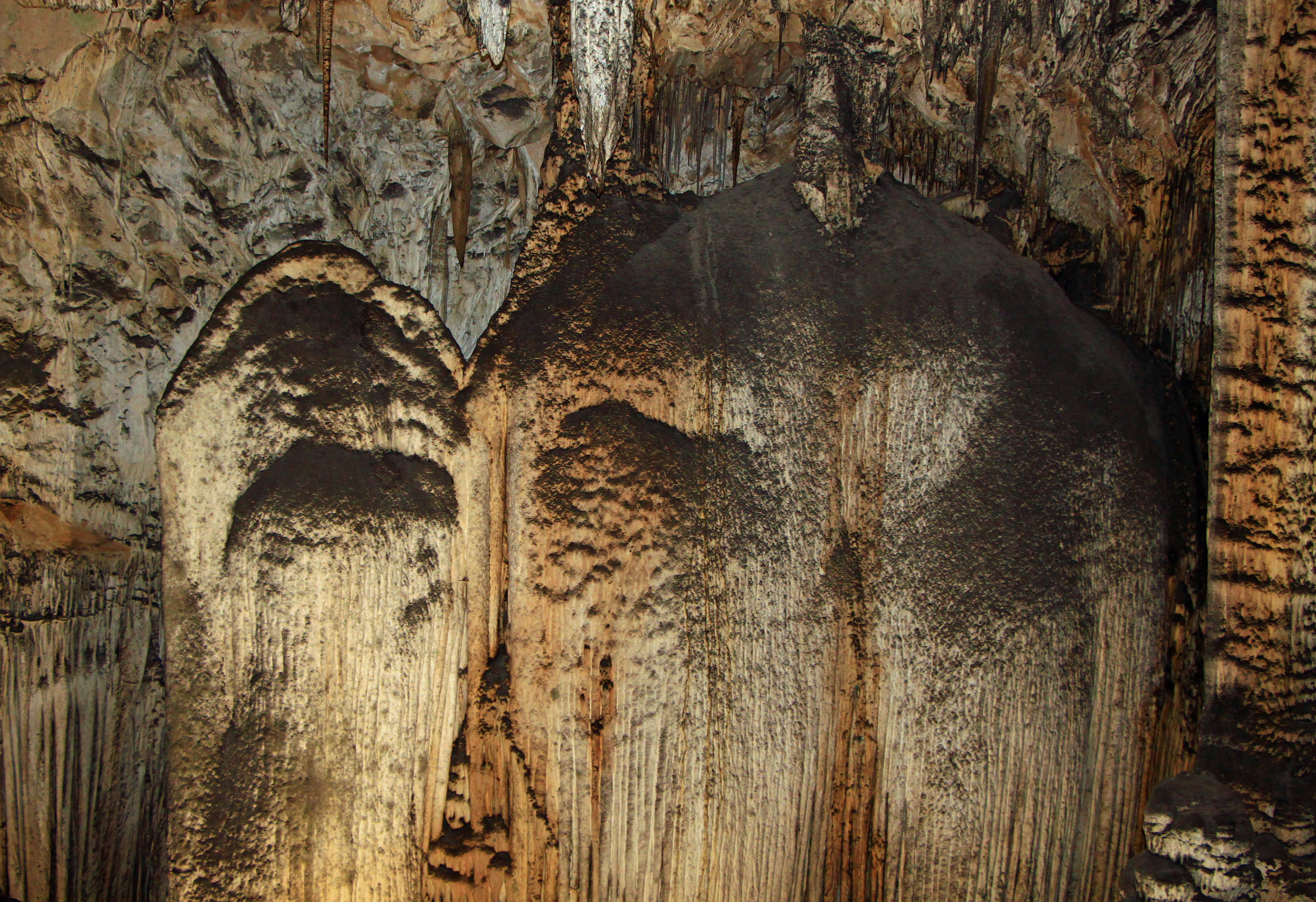
Сталагмит «Слон»
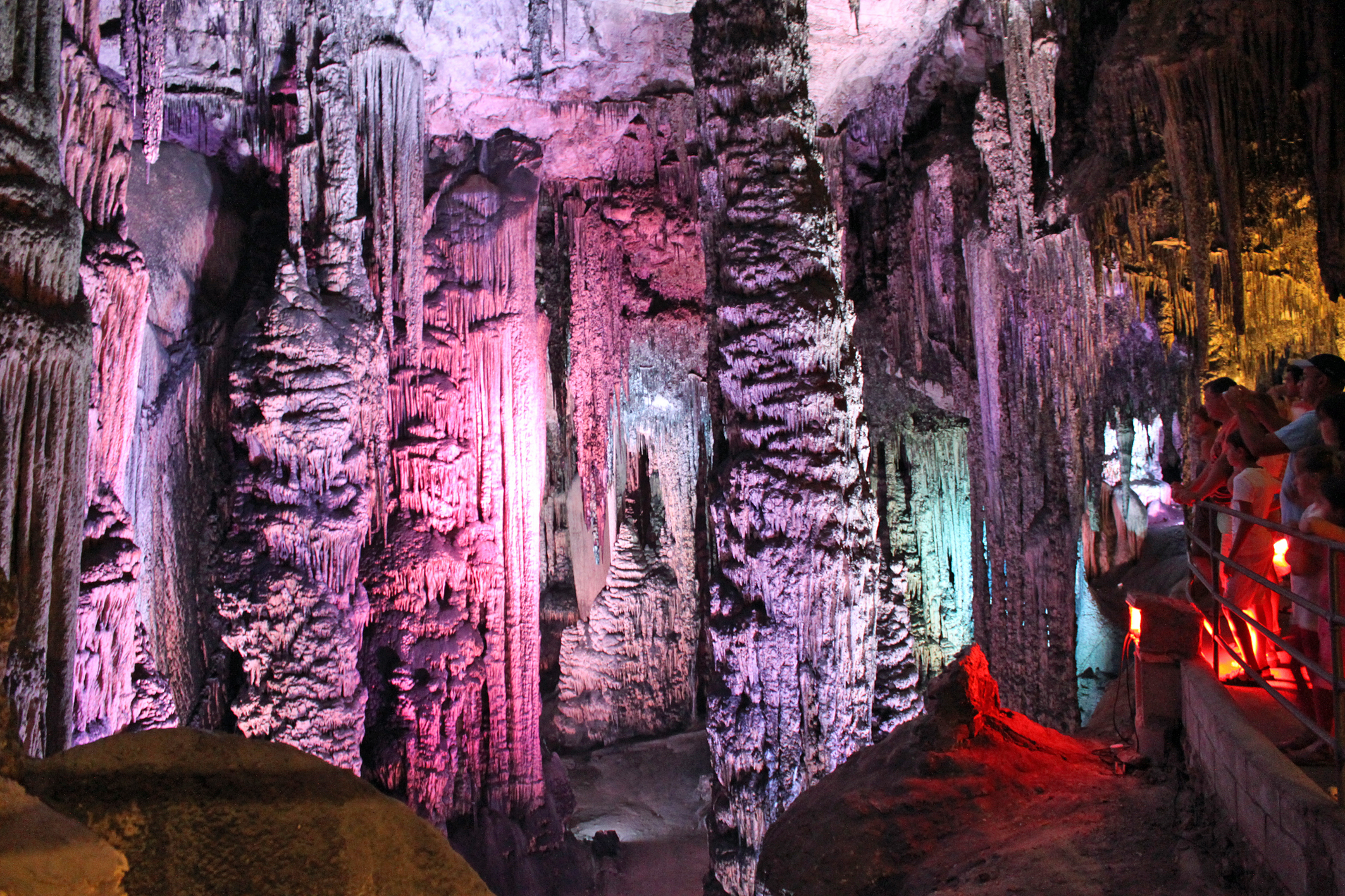
Представление в «Аду»

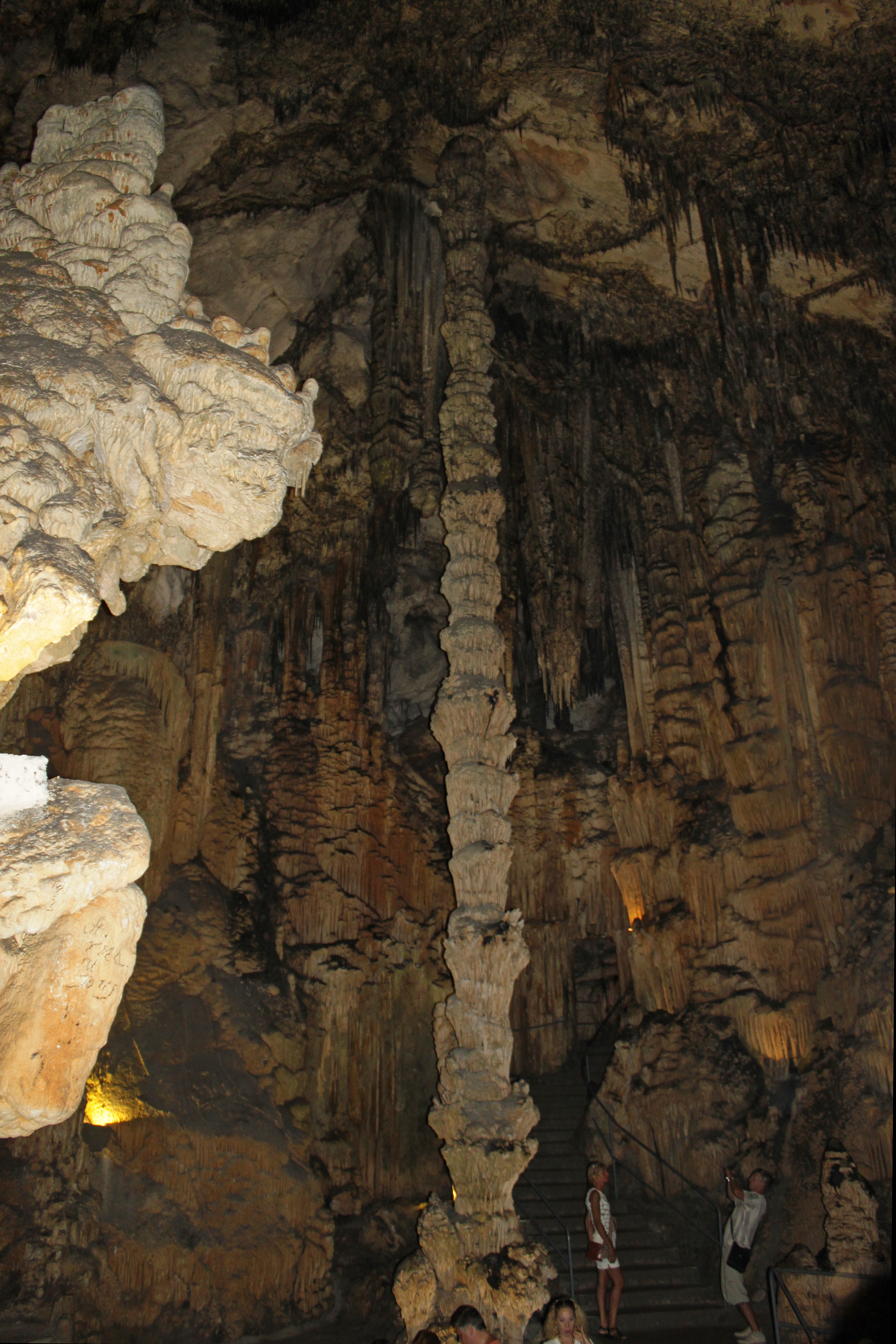
«Королева колонн»
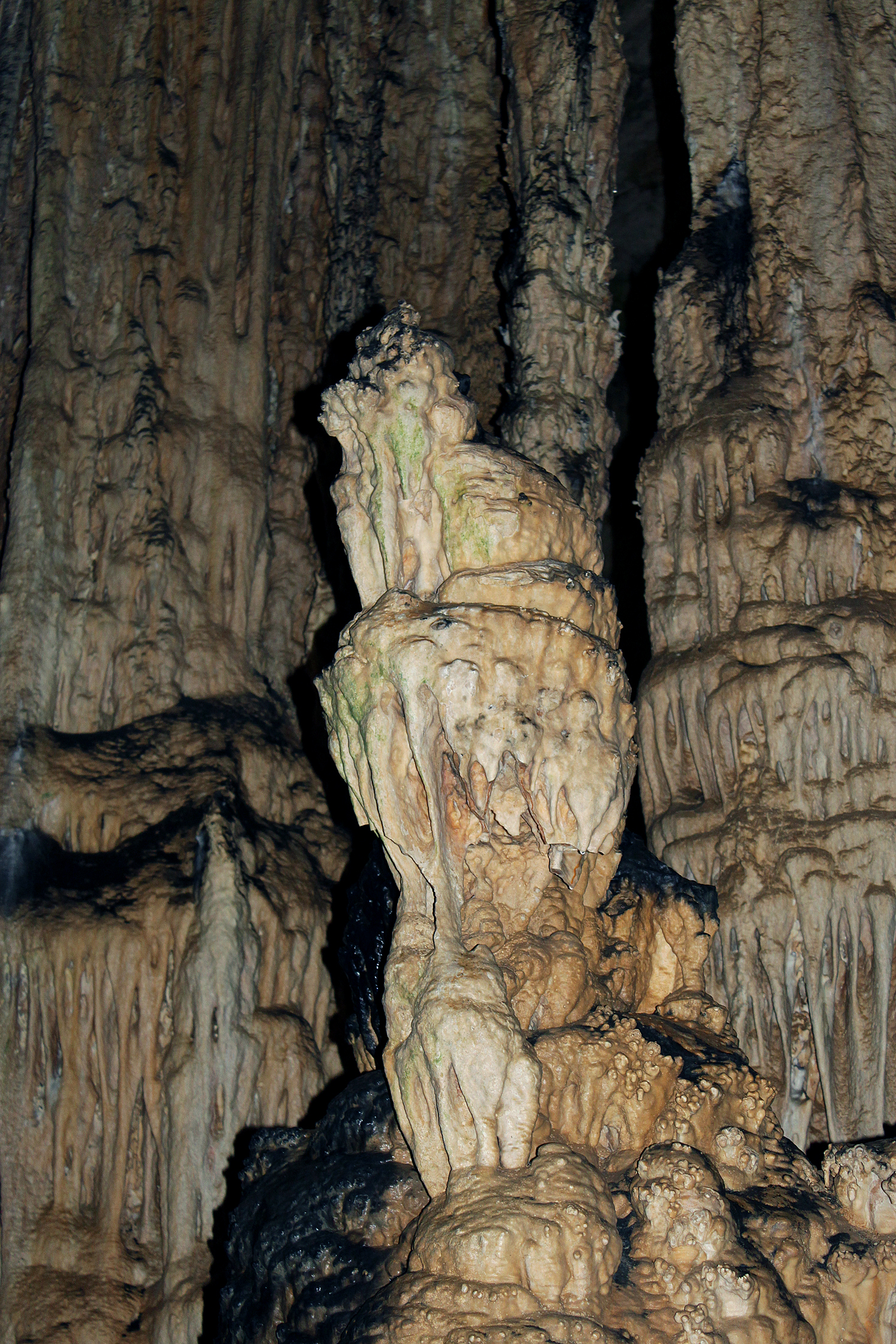
Сталагмит
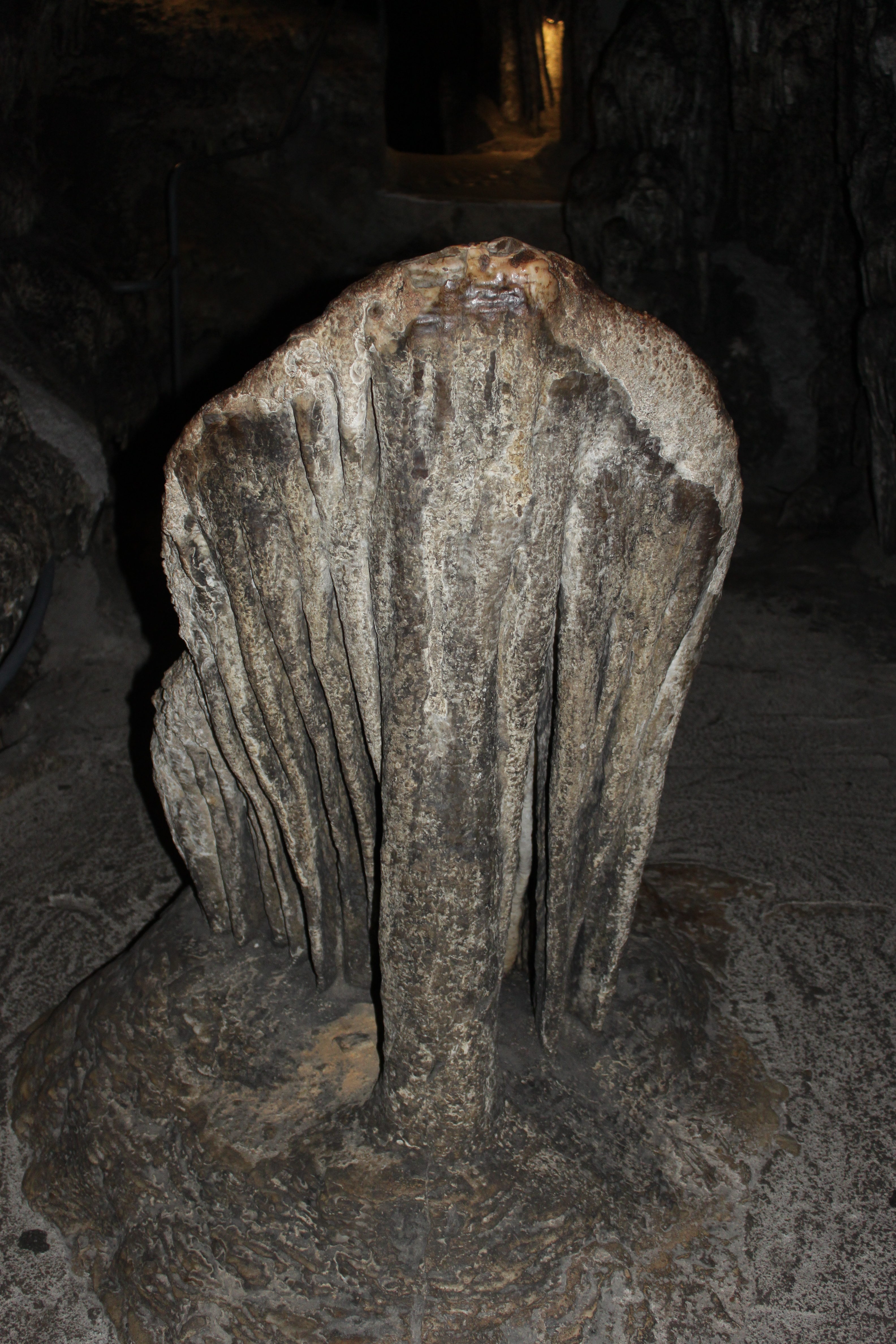
Сталагмит